# János Csernoch
János Csernoch, madžarski rimskokatoliški duhovnik, škof in kardinal, * 18. junij 1852, Szakolcza, † 25. julij 1927.

## Življenjepis
18. novembra 1874 je prejel duhovniško posvečenje.
16. februarja 1908 je bil imenovan za škofa Csanáda; 10. maja istega leta je prejel škofovsko posvečenje.
20. aprila 1911 je bil imenovan za nadškofa Kalocse in 13. decembra 1912 za nadškofa Esztergoma.
25. maja 1914 je bil povzdignjen v kardinala in imenovan za kardinal-duhovnika S. Eusebio.